# Bucculatrix albigutella
Bucculatrix albigutella är en fjärilsart som beskrevs av Milliére 1886. Bucculatrix albigutella ingår i släktet Bucculatrix och familjen kronmalar. Inga underarter finns listade i Catalogue of Life.